# Embalse de Pontillón de Castro
El embalse de Pontillón de Castro es un embalse del mismo nombre situado en la parroquia de Berducido, en el municipio de Pontevedra, que abastece de agua potable a la ciudad de Pontevedra. El embalse recibe el agua del río Rons (también llamado Loural) y de otros regatos de la zona. Junto con la captación del río Lérez al agua se potabiliza en la ETAP situada en la carretera de Couso-Lérez.
| Capacidad del embalse | 1,48 hm³ |
| Altura del embalse    | 23 m     |
| Longitud del embalse  | 159 m    |
| --------------------- | -------- |

## Historia
El embalse, de gravedad y construido en mampostería granítica, fue hecha entre 1943 y 1956. Tiene una altura máxima de 23 m sobre sus cimientos, con 159 m de longitud de coronación. El aliviadero, de lámina libre, es de hormigón armado, y tiene una capacidad de evacuación de 50 m³/s. El depósito comprende una superficie de 10,8 hectáreas.
Dado que el río Lérez no siempre llevaba suficiente agua, en 1939 se decidió ampliar el abastecimiento de agua potable para la ciudad de Pontevedra, redactando el nuevo proyecto el ingeniero Rafael Picó. Fue adjudicado en marzo de 1943, costando la obra 998.014 pesetas, más 176.765 de las expropiaciones.
En 1947 la presa retenía ya medio millón de litros de agua, decidiendo ampliarse hasta los 23 m de altura. Se hizo también una mejora de la conducción del agua al depósito de Lérez, realizada por Antonio Maldonado por un precio de coste de 800.000 pesetas. Después de la detección de fugas en 1949 se realizó una impermeabilización de la presa, rematando la obra en 1956. Ya en la década de 1990 se llevaron a cabo nuevos trabajos de impermeabilización en el paramento interior.

## Deporte y ocio

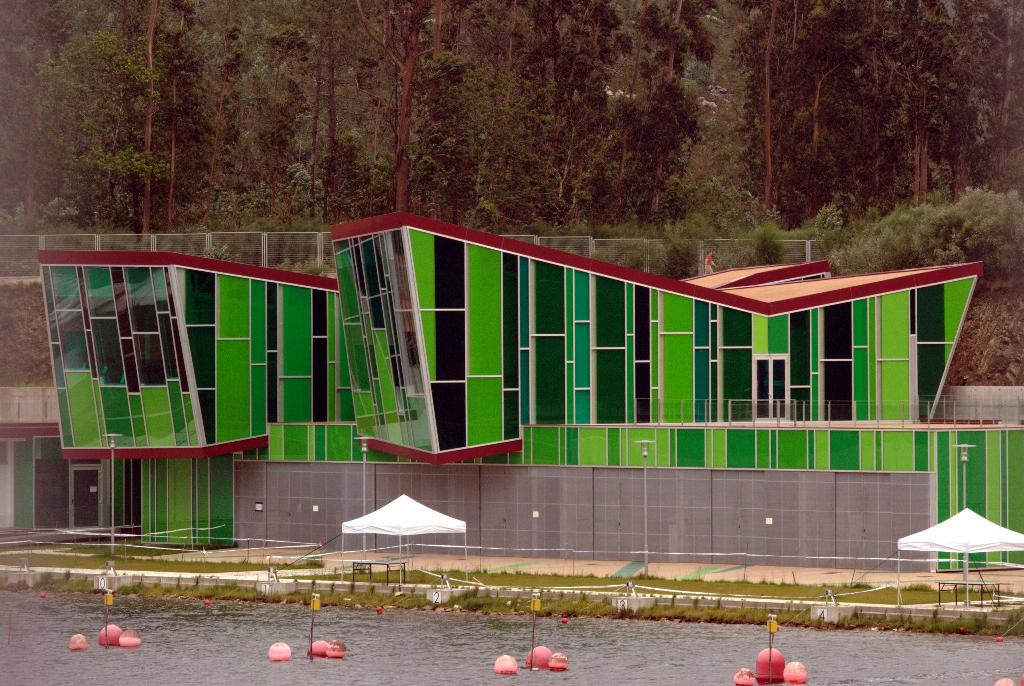

En 2007 se inauguró el Centro Deportivo de Pontillón do Castro, diseñado por José Ramón Garitaonaindía de Vera. En 2007 acogió la realización del Campeonato de Europa de piragüismo en aguas tranquilas.
En 2010, en colaboración con la Comunidad de Montes de Verducido, se inauguró el Parque Forestal de Pontillón, con terrenos reforestados después de la ola de incendios forestales de 2006 en Galicia. El espacio cuenta con tres vías para el senderismo (la de la Presa, la de Castro y la de Outeiro) y un rocódromo.